# Vela nos Jogos Pan-Americanos de 2003 - Snipe
As regatas da classe Snipe da vela nos Jogos Pan-Americanos de 2003 foram disputadas em Santo Domingo, República Dominicana.

## Medalhistas
| Ouro   | BRA Bruno Amorim e Dante Bianchi       |
| Prata  | CUB Nélido Manso e Octavio Lorenzo     |
| Bronze | URU Santiago Silveira e Nicolas Shaban |

## Resultados
| Pos.              | Velejador                               | Nacionalidade      | Regata | Regata | Regata | Regata | Regata | Regata | Regata | Regata | Regata | Regata | Regata | Regata | Total Pontos | Pontuação final |
| Pos.              | Velejador                               | Nacionalidade      | 1      | 2      | 3      | 4      | 5      | 6      | 7      | 8      | 9      | 10     | 11     | 12     | Total Pontos | Pontuação final |
| ----------------- | --------------------------------------- | ------------------ | ------ | ------ | ------ | ------ | ------ | ------ | ------ | ------ | ------ | ------ | ------ | ------ | ------------ | --------------- |
| Medalha de ouro   | Bruno Amorim Dante Bianchi              | BRA Brasil         | 1      | (3)    | 1      | (3)    | 1      | 1      | 2      | 2      | 2      | 3      | 3      | 3      | 25           | 19              |
| Medalha de prata  | Nélido Manso Octavio Lorenzo            | CUB Cuba           | 3      | 1      | 2      | 2      | 2      | (7)    | 3      | 1      | 1      | 2      | 5      | 2      | 31           | 19              |
| Medalha de bronze | Santiago Silveira Nicolas Shaban        | URU Uruguai        | 2      | 4      | 3      | 1      | (6)    | 4      | 1      | (7)    | 4      | 1      | 2      | 5      | 40           | 27              |
| 4                 | Henry Filter Lee Griffith               | USA Estados Unidos | (6)    | 6      | (7)    | 4      | 4      | 6      | 4      | 5      | 5      | 6      | 1      | 1      | 55           | 42              |
| 5                 | Luis Federico Calabrese Jorge Engelhard | ARG Argentina      | 5      | 5      | 4      | 5      | 5      | 2      | 5      | (6)    | 3      | 4      | (6)    | 4      | 54           | 42              |
| 6                 | Mike Dinsdale Lars Leckie               | CAN Canadá         | 4      | (8)    | 6      | 6      | 3      | 3      | 6      | 3      | 6      | (8)    | 4      | 7      | 64           | 48              |
| 7                 | James Lowe Peter-Bruce Wassitsch        | BAH Bahamas        | (8)    | 2      | 8      | 7      | (DSQ)  | 5      | 7      | 8      | 7      | 5      | 7      | 8      | 81           | 64              |
| 8                 | Juan Sebastián Higuera Nicolás Deeb     | COL Colômbia       | 7      | 7      | 5      | (8)    | 7      | 8      | 8      | 4      | 8      | 7      | 8      | 6      | 83           | 67              |

Legenda
| Recorde mundial      | Recorde mundial (World record)               |                       | Recorde africano                      | Recorde africano (African) |                                           | Q | Classificado por posição (Qualified) |
| Recorde olímpico     | Recorde olímpico (Olympic record)            | Recorde da América    | Recorde da América (Americas)         | q                          | Classificado por melhor tempo (Qualified) |   |                                      |
| Melhor marca do ano  | Melhor marca do ano (World leading)          | Recorde asiático      | Recorde asiático (Asian)              | DNS                        | Não largou (Did not start)                |   |                                      |
| Recorde nacional     | Recorde nacional (National record)           | Recorde europeu       | Recorde europeu (European)            | DNF                        | Não terminou (Did not finish)             |   |                                      |
| Recorde pessoal      | Recorde pessoal do atleta (Personal best)    | Recorde da Oceania    | Recorde da Oceania (Oceania)          | DSQ / DQ                   | Desclassificado (Disqualified)            |   |                                      |
| Recorde da temporada | Recorde da temporada do atleta (Season best) | Recorde sul-americano | Recorde sul-americano (South America) | NM                         | Sem marca (No mark)                       |   |                                      |

### Vela
| M   | Regata da Medalha da qual só participam os dez primeiros colocados das regatas anteriores  |  |  | CAN | Regata cancelada |
| BFD | Desclassificado por bandeira preta (Black Flag Disqualified)                               |  |  |     |                  |
| UFD | Desclassificado por bandeira "U" (U Flag Disqualified)                                     |  |  |     |                  |
| OCS | Largada queimada (On the Course Side of the starting line)                                 |  |  |     |                  |
| DNE | Desclassificação sem eliminação (infração a um item do regulamento da prova – Did Not End) |  |  |     |                  |